# Hütteldorf metróállomás
Hütteldorf a bécsi U4-es metróvonal nyugati végállomása.

## Szomszédos állomások
A metróállomáshoz az alábbi állomások vannak a legközelebb:
- Ober St. Veit

## Átszállási kapcsolatok
| U4 (Heiligenstadt ↔ Hütteldorf) |                                                        |                                                        |
| Állomás                         | Átszállási kapcsolatok                                 | Fontosabb létesítmények                                |
| Hütteldorf                      | S45 , S50 , S80 43B, 47B, 49A, 50A, 50B, 52A, 52B, 53A | Gerhardt-Hanappi Stadion, Wien Hütteldorf vasútállomás |